# Śnieżka (film 1952)

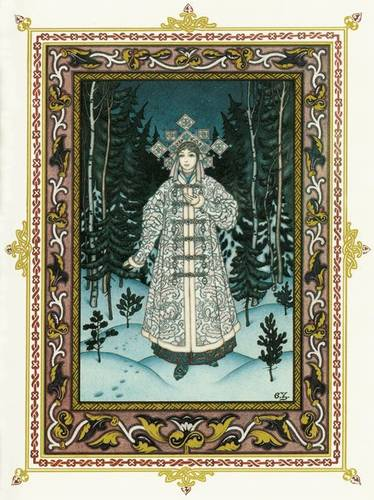
Śnieżka - ilustracja Borisa Zworykina

Śnieżka / Śnieżynka (ros. Снегу́рочка, Snieguroczka) – radziecki pełnometrażowy film animowany z 1952 roku w reżyserii Iwana Iwanow-Wano powstały według opery "Śnieżka" Rimskiego-Korsakowa z muzyczną obróbką Lwa Schwartza, oparty na sztuce Aleksandra Ostrowskiego o tej samej nazwie. Film został pokazany w kinach. Był jednym z pierwszych filmów radzieckich wydanych na wideo na początku lat 80. Został zrealizowany za pomocą techniki rotoskopowej.

## Fabuła
Śnieżka (Śnieżynka) jest córką Pani Wiosny i Pana Mrozu (Zimy), tęskni za towarzystwem śmiertelnych ludzi. Jej serce nie jest w stanie poznać miłości. Jej matka lituje się nad córką i daje jej tę zdolność, ale jak tylko Śnieżynka się zakochuje, jej serce rozgrzewa się, a ona topnieje.

## Historia powstania
W pierwszej połowie lat 50. radzieckie studio filmowe Sojuzmultfilm produkuje klasyczne animacje filmowe dla dzieci, często oparte na wykorzystaniu techniki "Eclair" (animacji rotoskopowej). W tym okresie powstały m.in. takie filmy, jak Bajka o rybaku i rybce (1950) i Kasztanka (1952) M. M. Cechanowskiego oraz Śnieżka (1952), I. P. Iwanow-Wano. W filmie Śnieżka wykorzystano nowatorską technikę artystyczną dzięki użyciu barwników luminescencyjnych.

## Animatorzy
Władimir Arbiekow, Jelizawieta Komowa, Michaił Botow, Boris Butakow, Konstantin Małyszew, Roman Dawydow, Władimir Danilewicz, Nadieżda Priwałowa, Wadim Dołgich, Lidija Riezcowa, Faina Jepifanowa, Boris Sawkow, Grigorij Kozłow, Tatjana Fiodorowa, Wiaczesław Kotionoczkin, Konstantin Czikin, Roman Kaczanow

## Obsada (głosy)
- Wieronika Borisienko jako Lel
- Irina Maslennikowa jako Śnieżynka (Śnieżka)
- Wieniamin Szewcow
- Leonid Ktitorow jako Mróz
- Anastasija Zujewa